# Institut polytechnique des sciences avancées
Institut polytechnique des sciences avancées je privatno francusko zrakoplovno sveučilište u Ivry-sur-Seine, Lyon, Marseille i Toulouseu. Od 1998. škola je dio IONIS Education Group.

## Poznati polaznici
- Éric Boullier (1999.), direktor momčadi McLaren u Formuli 1;
- Julien Simon-Chautemps (2002.), inženjer specijaliziran za auto-moto šport

## Vanjske poveznice

### Sestrinski projekti
|  | Zajednički poslužitelj ima još gradiva o temi IPSA |

### Službene stranice
- http://www.ipsa.fr/ (franc.)
- http://www.ionis-group.com/ (franc.)